# Dorobanțu
Dorobanțu es una comuna ubicada en el distrito de Tulcea, Rumania.

## Superficie
Posee una superficie de 120,2 kilómetros cuadrados.

## Demografía
Hasta 2021 la población era de 1202 habitantes, con una densidad de población de 9,998 habitantes por kilómetro cuadrado.